# Prix d'État de la fédération de Russie
Ne doit pas être confondu avec Prix d'État de l'URSS ou Prix Staline.
Le prix d'État de la fédération de Russie (en russe : Государственная Премия Российской Федерации) est un prix honorifique de l'État créé en 1992 comme substitut du prix d'État de l'URSS. En 2004, les règles de sélection des lauréats et le statut du prix ont été considérablement modifiés, ce qui les rend plus proches de prix comme le prix Nobel ou le prix soviétique Lénine.